# Electriona
En la mitología griega Electriona o Electrione (en griego Ἠλεκτρυώνην, esto es, «radiante») era hija del dios de la personificación del Sol, Helios, y de su esposa, la diosa marina Rodo, y por lo tanto la hermana menor de los Helíadas. Lo único que se sabe de Electriona es que murió siendo todavía una muchacha y recibió al morir honores que se conceden a los héroes, por parte de los habitantes de Rodas.
Una inscripción en mármol ubicada en el pueblo de Yáliso y data del siglo III a. C. contiene una regulación acerca de los visitantes del templo local y su témenos, de Electriona o Alectrona (forma dórica), como es referida en la inscripción. Alectrona parece ser, pues, una diosa local de Rodas, que figura con una corona solar en su cabeza en una de las monedas.
Electriona también hace referencia al patronímico usado para referirse a Alcmena, pues es hija de Electrión.
La grafía Electriona recuerda a Electra (Ἠλέκτρα, «ámbar») y Alectrión (Αλεκτρυών, «gallo»). Alectriona, como tal, es la forma femenina de Aléctor (Ἀλέκτωρ).